# Champsocephalus gunnari
Espèce
Le poisson des glaces (Champsocephalus gunnari) est un poisson antarctique de la famille des Channichthyidae présent du sud de la Nouvelle-Zélande au sud de l'Amérique du Sud.

## Systématique
Le nom valide complet (avec auteur) de ce taxon est Champsocephalus gunnari Lönnberg, 1905.
Ce taxon porte en français les noms vernaculaires ou normalisés suivants : Gunnari, Poisson des glaces.
Champsocephalus gunnari a pour synonyme :
- Champsocephalus gunnaru Lönnberg, 1905

## Publication originale
- Lönnberg, E. (1905). The fishes of the Swedish South Polar Expedition. Wissenschaftliche Ergebnisse der Schwedischen Südpolar-Expedition,1901-1903. v. 5 (no. 6): 1-72, Pls. 1-5.